# Сапутін Олександр Ігорович
Сапутін Олександр Ігорович (нар. 13 листопада 2003, Україна) — український футболіст, воротар луганської «Зоря».

## Кар'єра
Футбольну кар'єру розпочав у футбольному клубі «Дніпро», де виступав за юнацькі команди з 2016 по 2020 рік.
У 2020 році перейшов до луганської «Зорі». У дорослому футболі дебютував 5 березня 2023 року в матчі проти полтавської «Ворскли», у якому його команда перемогла з рахунком 2:3. Перший «сухий» матч Сапутін провів 18 березня того ж року проти київського «Динамо», тоді його команда перемогла 1:0.